# Championnat de Grenade de football 2021-2022
Navigation
Édition précédente Édition suivante
La saison 2021-2022 du Championnat de Grenade de football est la quarante-huitième édition de la GFA Premier League, le championnat de première division à la Grenade. Les dix meilleures équipes du pays, toutes basées sur l'île de la Grenade sont regroupées au sein d’une poule unique.
Après l'absence de championnat pour la saison 2019-2020 et la tenue d'une compétition sous forme de coupe pour le remplacer, la GFA Premier League fait son retour en mai 2021 dans un contexte sanitaire difficile en raison de la pandémie de Covid-19. Cette situation inédite entraine la suspension du championnat en août 2021 jusqu'au retour à la compétition le 26 février 2022. À l'issue de dix-huit journées, le 28 août, le Hurricanes SC devance le tenant du titre, le Paradise FC, de deux points au classement et s'adjuge un sixième titre national.

## Équipes participantes
| \| Hurricanes Paradise Super Strikers, Hard Rock FC, Mount Rich FC Camerhogne Queens Park Rangers St. John's Chantimelle SAB Spartans \| Localisation des équipes engagées. |
| Hurricanes Paradise Super Strikers, Hard Rock FC, Mount Rich FC Camerhogne Queens Park Rangers St. John's Chantimelle SAB Spartans                                          |

| Équipe                | Ville         | Paroisse      | Stade                         |
| --------------------- | ------------- | ------------- | ----------------------------- |
| FC Camerhogne         | Saint-Georges | Saint George  | Queen's Park Playing Field    |
| Chantimelle FC        | Chantimelle   | Saint Patrick | Chantimelle R.C. School Field |
| Eagles Super Strikers | Sauteurs      | Saint Patrick | Fond Recreation Ground        |
| Hard Rock FC          | Sauteurs      | Saint Patrick | Fond Recreation Ground        |
| Hurricanes SC         | Victoria      | Saint Mark    | Alston George Park            |
| Mount Rich FC         | Sauteurs      | Saint Patrick | Fond Recreation Ground        |
| Paradise FC           | Paradise      | Saint Andrew  | Progress Park                 |
| Queens Park Rangers   | Saint-Georges | Saint George  | Queen's Park Playing Field    |
| SAB Spartans SC       | Greenville    | Saint Andrew  | Victoria Park                 |
| St. John's SC         | Gouyave       | Saint John    | Cuthbert Peters Park          |

## Compétition
Le barème utilisé pour établir le classement est le suivant :
- Victoire : 3 points
- Match nul : 1 point
- Défaite : 0 point

### Classement
La rencontre du 17 juillet 2022 entre le Chantimelle FC et les Eagles Super Strikers n'a pu être jouée. Ne pouvant avoir le moindre impact sur le classement à l'issue de la saison, il a été décidé de ne pas la rejouer.
| Rang | Équipe                | Pts | J  | G  | N | P  | Bp | Bc | Diff |
| ---- | --------------------- | --- | -- | -- | - | -- | -- | -- | ---- |
| 1    | Hurricanes SC         | 47  | 18 | 15 | 2 | 1  | 57 | 13 | +44  |
| 2    | Paradise FC T         | 45  | 18 | 14 | 3 | 1  | 54 | 15 | +39  |
| 3    | FC Camerhogne         | 31  | 18 | 9  | 4 | 5  | 43 | 25 | +18  |
| 4    | Queens Park Rangers   | 28  | 18 | 9  | 1 | 8  | 35 | 35 | 0    |
| 5    | Hard Rock FC          | 28  | 18 | 8  | 4 | 6  | 36 | 30 | +6   |
| 6    | St. John's SC         | 26  | 18 | 7  | 5 | 6  | 39 | 30 | +9   |
| 7    | Mount Rich FC         | 19  | 18 | 6  | 1 | 11 | 30 | 52 | -22  |
| 8    | Chantimelle FC        | 15  | 17 | 5  | 0 | 12 | 19 | 50 | -31  |
| 9    | SAB Spartans SC       | 12  | 18 | 3  | 3 | 12 | 20 | 40 | -20  |
| 10   | Eagles Super Strikers | 3   | 17 | 0  | 3 | 14 | 13 | 56 | -43  |

|  | Champion                         |
|  | Relégué en GFA Conference League |
|  | T : Tenant du titre              |

## Bilan de la saison
| Championnat de Grenade de football 2021-2022 |                             |
| Champion                                     | Hurricanes SC (6e titre)    |
| Dauphin                                      | Paradise FC                 |
| Qualifications continentales                 |                             |
| Caribbean Club Shield 2022                   | Hurricanes SC (non inscrit) |
| Promotions et relégations                    |                             |
| Promus en GFA Premier League                 |                             |
| Relégués en GFA Conference League            | SAB Spartans SC             |
| Relégués en GFA Conference League            | Eagles Super Strikers       |